# Prijebljezi
Prijebljezi (szerbül: Пријебљези), település Bosznia-Hercegovinában, Srbac községben, Bosanska krajina területén, a Szerb Köztársaságban. 

## Fekvése
Bosznia-Hercegovina északi részén, Banja Lukától légvonalban 37, közúton 44 km-re északkeletre, községközpontjától légvonalban 7, közúton 9 km-re délnyugatra, az Orbász jobb partján húzódó síkságon, 94-96 méteres tengerszint feletti magasságban található. Itt halad át a Srbacot Gradiškával összekötő főút az Orbász folyón. A srbaci vízellátó rendszert és a Lijevče polje vízellátó rendszert is a prijebljezi forrásból táplálják.

## Népessége
| Nemzetiségi csoport | Népesség 1991 | Népesség 2013 |
| ------------------- | ------------- | ------------- |
| Szerb               | 520           | 438           |
| Bosnyák             | 0             | 1             |
| Horvát              | 2             | 4             |
| Jugoszláv           | 27            | 0             |
| Egyéb               | 13            | 1             |
| Összesen            | 562           | 444           |

## Története
A település 1878-ig tartozott az Oszmán Birodalomhoz, ekkor a berlini kongresszus határozata alapján az Osztrák-Magyar Monarchia része lett. 1879-ben az első osztrák-magyar népszámlálás során a Prnajvori járáshoz tartozó településnek 25 háztartása és 140 ortodox lakosa volt. 1910-ben a Prnjavori járáshoz tartozó településen 57 háztartást és 334 ortodox lakost találtak. A monarchia szétesésével 1918-ban előbb a Szerb-Horvát-Szlovén Királyság, majd 1929-től a Jugoszláv Királyság része. 1921-ben a községnek 68 háztartása és 337 lakosa volt. Az 1929-es törvény értelmében, amikor Bosznia-Hercegovinát négy banovinára, Drinskára, Vrbaskára, Zetskára és Primorskára osztották, a település a Vrbaska banovina része lett, amelynek székhelye Banja Luka volt Jugoszlávia megszállása után a Független Horvát Állam (NDH) része lett. A második világháború után a település a szocialista Jugoszláviához tartozott. A daytoni békeszerződést követő területfelosztásnál Srbac község részeként a Szerb Köztársaság területéhez került.

## Sport
Az FK Vrbas Prijebljezi labdarúgóklub a gradiškai területi ligában szerepel.